# Braunes Haus
A Braunes Haus (em português brasileiro: Casa Marrom) foi uma mansão de Munique localizada entre a Karolinenplatz e a Königsplatz, antes conhecida como Palais Barlow, que foi comprada em 1930 pelos nazistas. Eles converteram a estrutura na sede do Partido Nacional-Socialista dos Trabalhadores Alemães (Nationalsozialistische Deutsche Arbeiterpartei; NSDAP). Seu nome vem dos primeiros uniformes do Partido Nazista, que eram marrons. Muitos líderes nazistas, incluindo Adolf Hitler, mantiveram escritórios lá durante toda a existência do partido. Foi destruído pelos bombardeios aliados durante a Segunda Guerra Mundial.

## História
Em 1920, os nazistas abriram sua primeira sede do partido no Sternacker Bräu em Munique. Entre 1922 e o fracassado Putsch da Cervejaria em novembro de 1923, Adolf Hitler e os nazistas usaram uma estrutura menor na Corneliusstraße 12 para suas reuniões. Por um tempo após a reorganização do partido em 27 de fevereiro de 1925, eles se encontraram no Eher Verlag em Thierstraße 15, que acabou se tornando a editora central do NSDAP. Sua última base de operações foi na Schellingstraße 50 antes de se mudarem para a Braunes Haus. 

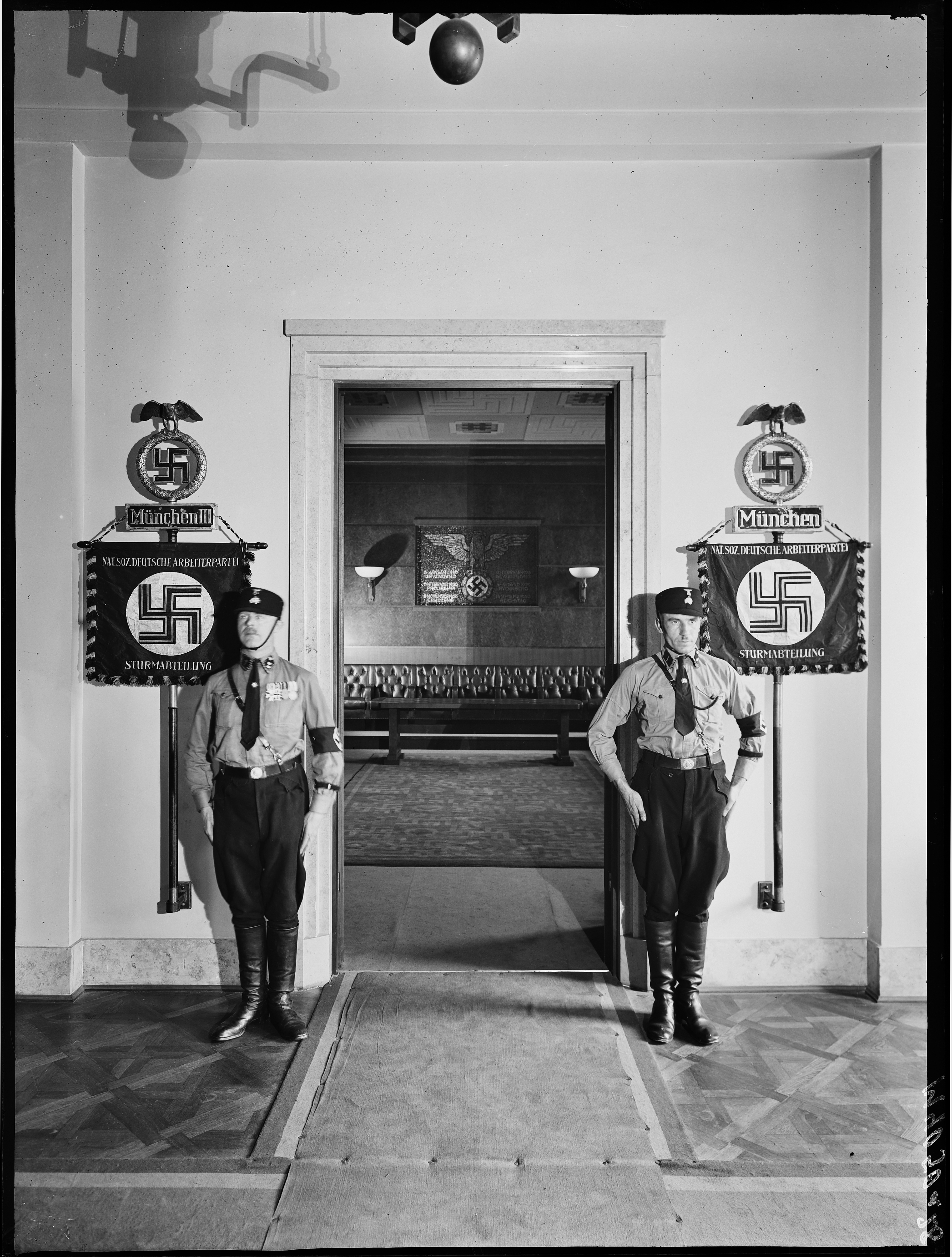
Membros da SS guardando a sala de conferências Senatorensaal dentro da Braunes Haus, 1933

Uma grande e impressionante estrutura de pedra, o prédio que mais tarde seria o centro de operações do Partido Nazista estava localizado na Brienner Straße em Munique, Baviera. Situado entre Karolinenplatz e Königsplatz, a mansão foi construída em 1828 por Jean Baptiste Métivier em estilo neoclassicismo para o aristocrata Karl Freiherr von Lotzbeck. De 1876 - até os nazistas assumirem o controle - o prédio era conhecido como Palais Barlow.  Em 1930, a sede do NSDAP na Schellingstrasse 50 havia se tornado muito pequena (com o número de trabalhadores aumentando de quatro em 1925 para 50 naquele ano). Em abril de 1930, Elizabeth Stefanie Barlow (viúva de William Barlow (1869–1928), um comerciante atacadista inglês) ofereceu o Palais Barlow para compra a Franz Xaver Schwarz, o tesoureiro do NSDAP. Um contrato de venda foi assinado em 26 de maio, com um preço de compra de 805.864 marcos. Os fundos para reforma foram fornecidos pelo industrial Fritz Thyssen.   A casa foi convertida de uma vila urbana em um prédio de escritórios pelo arquiteto Paul Troost . Ele e Hitler também o redecoraram em um estilo pesado e antimoderno. O biógrafo de Hitler, Konrad Heiden, afirma que foi durante a reforma da Casa Brown que Hitler "pela primeira vez em sua vida" foi capaz de "abandonar-se à sua paixão por construir e projetar".  Foi inaugurado oficialmente em 1º de janeiro de 1931, quando a liderança do partido se mudou para o prédio. 
Adquirir a Braunes Haus em Munique agradou a Hitler, pois operar em um edifício tão imponente ajudou a fornecer ao Partido Nazista uma "imagem de respeitabilidade".  Além disso, a existência do Partido Nazista em uma instalação tão resplandecente enquanto o governo de Weimar ainda controlava a Alemanha, forneceu a aparência de um escritório compreendendo um "estado dentro de um estado".  Projetos de construção subseqüentes surgiram nas proximidades da nova sede do partido, já que a Braunes Haus formou uma espécie de núcleo para construção e atividade nazista.  Hitler manteve um escritório na Braunes Haus, assim como Hans Frank, Heinrich Himmler, Hermann Göring, Rudolf Hess, Philipp Bouhler e Franz Xaver Schwarz. Um luxuoso escritório foi construído para o ministro da Propaganda, Joseph Goebbels.  Himmler foi nomeado chefe de segurança da Braunes Haus.  Quantidades significativas de dinheiro foram contribuídas para a festa como resultado dos contatos de negócios de Göring, alguns dos quais ele usou para construir um elevador de garagem subterrâneo em seu apartamento na Brown House levando direto para seu saguão pessoal, para que os convidados pudessem visitar discretamente ele lá.  Havia também um restaurante no porão da instalação. 

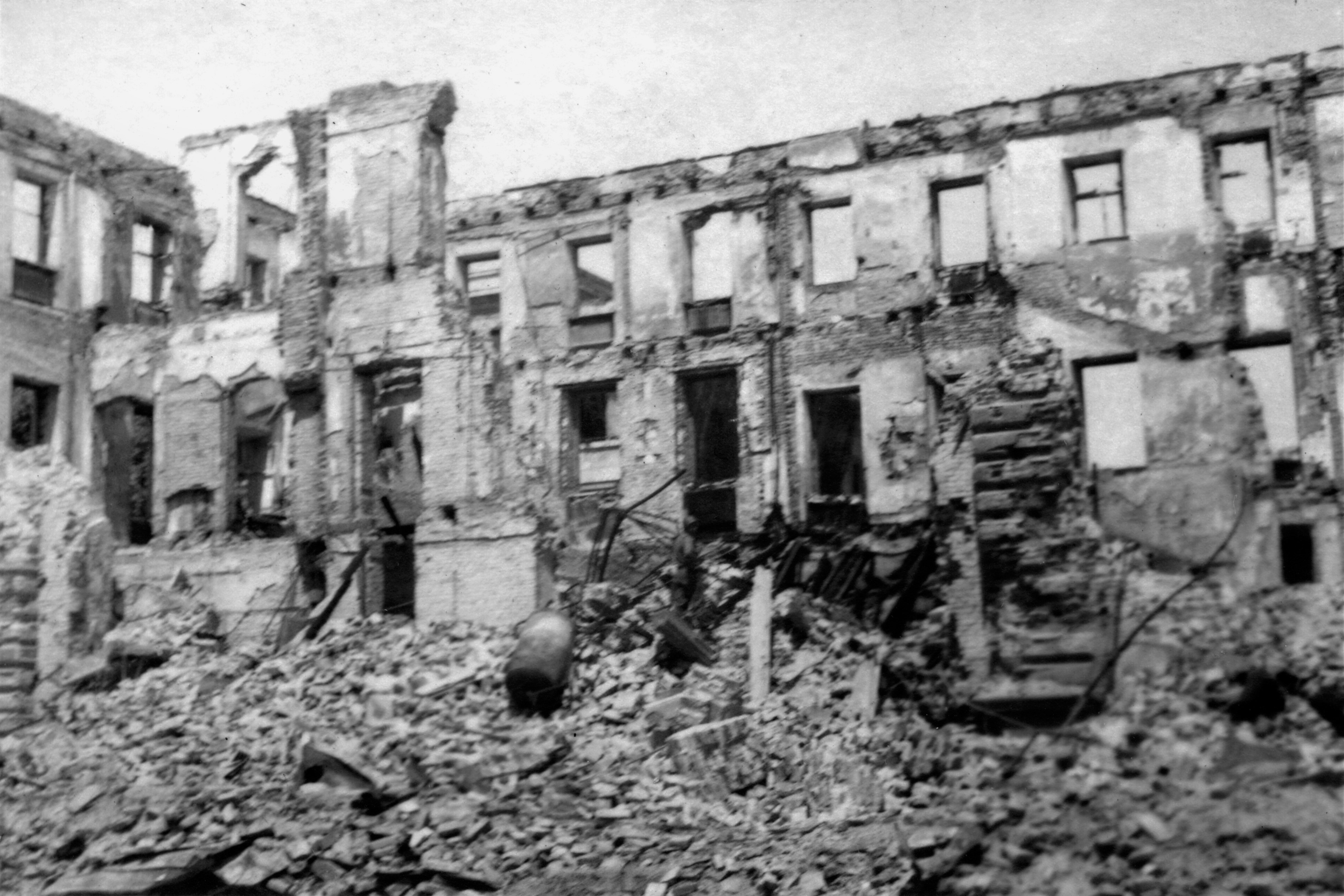
Braunes Haus em ruínas, 1945

Hitler manteve um retrato em tamanho real de Henry Ford ao lado de sua mesa no escritório da Braunes Haus, enquanto Ford e Hitler admiravam as realizações um do outro.  Com vista para a Königplatz, o escritório de Hitler também continha um busto de Benito Mussolini e uma pintura de Frederico II da Prússia.   Também armazenado na Braunes Haus estava o chamado Blutfahne ("bandeira de sangue" ou "bandeira de sangue"). Esta era a bandeira do NSDAP que havia sido carregada à frente da manifestação durante o Putsch da Cervejaria de novembro de 1923, durante o qual a polícia de Munique abriu fogo contra os manifestantes; a bandeira foi salpicada com o sangue dos feridos e tornou-se uma relíquia sagrada do Partido Nazista. 

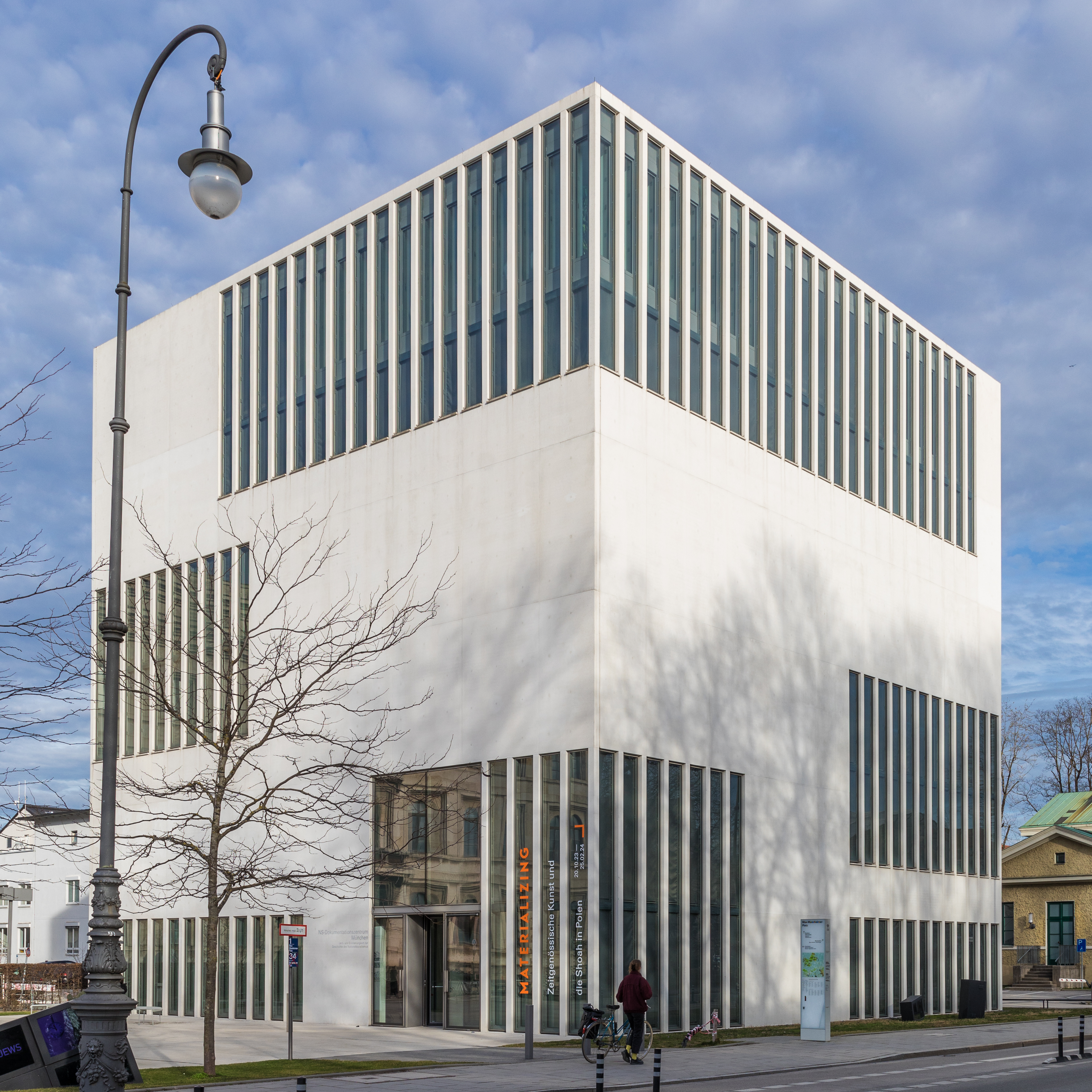
Centro de Documentação de Munique para a História do Nacional-Socialismo, 2015

Durante seu período de operação como QG do Partido Nazista, o prédio foi fortemente guardado e envolto em sigilo. Como as autoridades às vezes levavam os presos para a Casa Marrom para interrogatório, a estrutura também ganhou o apelido de "Denuntiatur", que era um trocadilho que combinava o "ato de denúncia" e a nunciatura papal que ficava do outro lado da rua. 
A Braunes Haus foi amplamente destruída por um bombardeio aliado em outubro de 1943 e os escombros foram removidos. 
Em dezembro de 2005, o governo da Baviera anunciou que o local se tornaria a sede do Centro de Documentação de Munique para a História do Nacional-Socialism (NS-Dokumentationszentrum). O edifício já foi concluído e está aberto ao público. 